# NGC 3604
NGC 3604 (ook: NGC 3611) is een spiraalvormig sterrenstelsel in het sterrenbeeld Leeuw. Het hemelobject werd op 27 januari 1786 ontdekt door de Duits-Britse astronoom William Herschel.

## Ecliptica
Het stelsel NGC 3604 / NGC 3611 bevindt zich op de Ecliptica en kan daardoor, gezien vanaf de Aarde, regelmatig bezocht worden door de planeten van het Zonnestelsel, alsook bedekt worden door de Maan.

## Synoniemen
- ZWG 39.103
- UGC 6305
- MCG 1-29-26
- IRAS 11149+0449
- PGC 34478